# Kesha
Kesha Rose Sebert (n. 1 martie 1987, Los Angeles, California, SUA) cunoscută sub numele de Kesha sau Ke$ha, este o cântăreață, compozitoare, rapperiță și actriță americană. A atras atenția industriei muzicale după ce a colaborat cu Flo Rida în single-ul Right Round, care a debutat în numărul 1 în Billboard Hot 100. Single-ul ei de debut, „ TiK ToK ”, a fost lansat în 2009 și a ajuns în fruntea clasamentelor în multe țări, a doborât recordul pentru cea mai mare sumă dintr-o singură săptămână din toate timpurile pentru o femeie artistă și a devenit cel mai bine vândut single din întreaga lume din 2010.Kesha a obținut un succes suplimentar cu două albume #1: Animal din 2010, și Rainbow din 2017, acesta din urmă primind o nominalizare la Grammy, albumul # 6, Warrior , patru single-uri #1 și zece single-uri din top-zece de pe Billboard Hot 100. Ea a lansat al patrulea album, High Road în 2020 și a ajuns pe locul 7 în SUA.
Alături de cariera sa muzicală, Kesha și-a stabilit o carieră ca compozitoare, după ce a scris piese pentru Britney Spears, Ariana Grande și Miley Cyrus. Ea este, de asemenea, un activist pentru drepturile LGBTQIA+, precum și implicată în drepturile animalelor.

## Începutul vieții
Kesha Rose Sebert s-a născut în Los Angeles, California, la 1 martie 1987. Mama ei, Rosemary Patricia „Pebe” Sebert, este o compozitoare și compozitoare care a co-scris single-ul din 1978 „Old Flames Can’t Hold a Candle to You” împreună cu Hugh Moffatt pentru Joe Sun, făcut mai apoi celebru de artista de muzică country Dolly Parton pe albumul ei din 1980 Dolly, Dolly, Dolly. Pebe, o mamă singură, s-a luptat financiar să se întrețină pe ea însăși, pe Kesha și pe fratele mai mare al lui Kesha, Lagan; s-au bazat pe plățile de asistență socială și pe bonuri alimentare pentru a se descurca. Când Kesha era copil, Pebe trebuia adesea să aibă grijă de ea pe scenă în timp ce cânta. Kesha spune că nu cunoaște identitatea tatălui ei. Cu toate acestea, un bărbat pe nume Bob Chamberlain, care susține că el e tatăl ei, a abordat Star în 2011 cu poze și scrisori, pretinzându-le ca dovadă că au fost în contact regulat ca tată și fiică înainte ca ea să împlinească 19 ani. Mama ei este de origine germană și maghiară (din Szentes), unul dintre străbunicii lui Kesha a fost polonez.Pebe și-a mutat familia în Nashville, Tennessee în 1991, după ce a obținut un nou contract de publicare pentru compozițiile ei. Pebe a adus-o frecvent pe Kesha și pe frații ei la studiourile de înregistrare și a încurajat-o pe Kesha să cânte când a observat talentul ei vocal.Kesha a urmat liceul Franklin și liceul Brentwood, dar a susținut că nu se potrivește acolo, explicând că stilul ei neconvențional a contat mult în decizia sa (cum ar fi pantalonii de catifea mov făcuți acasă și părul mov) întrucât nu era îndrăgită de alți studenți.Ea a cântat la trompetă și mai târziu la saxofon în fanfara din școală și s-a descris într-un interviu acordat NPR ca fiind o elevă silitoare. După ce a obținut un scor aproape perfect la SAT, a fost acceptată la Barnard College, un colegiu afiliat al Universității Columbia, dar a ales să renunțe după trei luni pentru a-și continua cariera muzicală.
Pe lângă cursurile de compus cântece, Kesha a învățat să scrie cântece de la Pebe, iar ele scriau adesea împreună când se întorcea acasă de la liceu.Kesha a început să înregistreze demo-uri, pe care Pebe le oferea oamenilor pe care îi cunoștea în industria muzicală. Kesha a fost, de asemenea, într-o trupă cu Lagan. Kesha și Pebe au scris împreună melodia „Stephen” când Kesha avea 16 ani. Apoi Kesha l-a găsit pe David Gamson, un producător pe care l-a admirat de la Scritti Politti, care a acceptat să producă melodia.Ea a abandonat școala la 17 ani, după ce a fost convinsă de Max Martin să se întoarcă la Los Angeles pentru a urma o carieră muzicală și ulterior a dobândit GED. În această perioadă, Pebe a răspuns la o reclamă din serialul reality american The Simple Life, căutând o familie „excentrică” care să le găzduiască pe Paris Hilton și Nicole Richie. Episodul cu familia Sebert a fost difuzat în 2005. Martin primise unul dintre demo-urile lui Kesha de la Samantha Cox, Senior Director la Writer/Publisher Relations de la Broadcast Music Incorporated, și a fost impresionat. Două dintre demo-uri au fost descrise într-o articol de copertă pentru Billboard, prima „o baladă country minunat cântată” și a doua „o piesă uimitoare de trip-hop” în care Kesha cântă ad lib timp de un minut până când rămâne fără versuri aproape de sfârșit. Aceasta din urmă a fost cea care a atras atenția.

## Cariera

### 2005–2009: Începutul carierei
"Eram atât de fericită fiind lefteră. Și sunt fericită că nu sunt lefteră. Nu mă afectează în nicio variantă. Îmi pasă să am grijă de oamenii care au avut grijă de mine – asta este important pentru mine. Dar, să fiu sinceră, sunt oarecum respinsă de lăcomia și excesele multor oameni în lumina reflectoarelor."

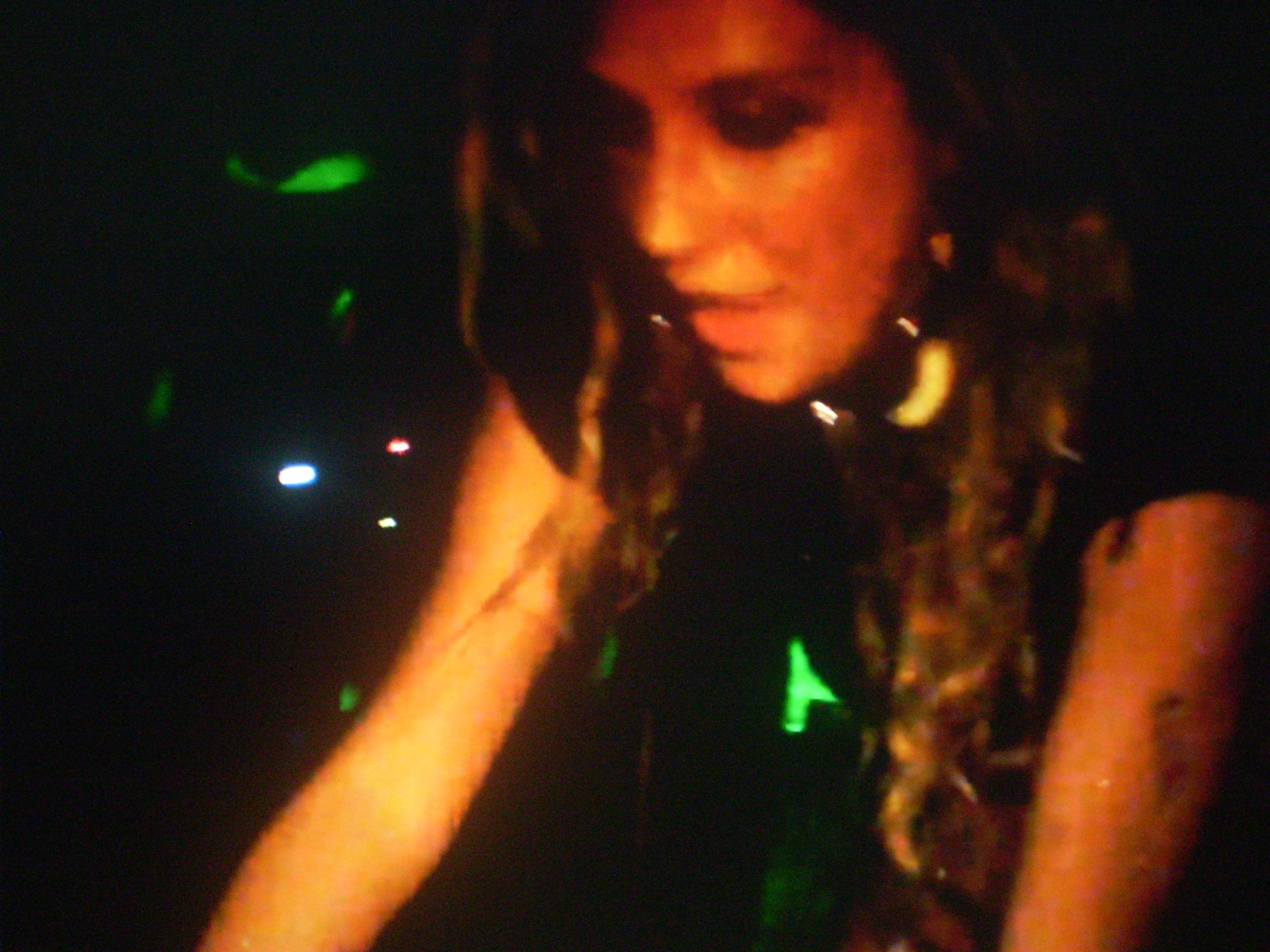
Kesha cântând la The Echo în 2009

În 2005, la vârsta de 18 ani, Kesha a semnat cu casa de discuri Kemosabe Records, și cu compania de publicare și promovare muzicală, Prescription Songs. Kemosabe Records este deținută de Sony Music Entertainment și se află în Los Angeles, California. Sony Music Entertainmenta luat parte la crearea Kemosabe Records. Unii artiști care au semnat cu Kemosabe Records sunt Juicy J, Rock City, Zara Larsson, Lil Bibby, Becky G și mulți alții. Kesha a cântat ulterior vocea de fundal pentru single-ul lui Paris Hilton, „Nothing in This World”. Kesha a semnat apoi cu compania de management a lui David Sonenberg, DAS Communications Inc., în 2006. DAS a fost însărcinată să obțină un contract de discuri cu o casă de discuri majoră pentru Kesha peste un an în schimbul a 20% din veniturile sale din muzică, ea având opțiunea de a înceta colaborarea dacă eșuează. Ea a lucrat cu mai mulți scriitori și producători în timpul companiei și a ajuns să co-scrie single-ul „This Love” al grupului pop australian The Veronicas cu producătorul Toby Gad. În timp ce își continua cariera în studio, Kesha și-a câștigat existența ca chelneriță. În timp ce se străduia să se descurce, ea a început să-și stilizeze numele drept „Ke$ha”, explicând semnul dolarului ca pe un gest ironic.   În 2008, Kesha a apărut în videoclipul single-ului prietenei ei Katy Perry, „I Kissed a Girl”, și a cântat vocea de fundal pentru melodia „Lace and Leather”, de Britney Spears. DAS a atras curând atenția compozitorului și A&R Kara DioGuardi, care dorea să semneze Kesha la Warner Bros Records. Acordul a eșuat din cauza contractului ei existent cu Kemosabe. În septembrie acel an, ea și-a reziliat contractul cu DAS. Kesha va colabora cu rapperul Flo Rida în single-ul certificat numărul unu „Right Round”, la începutul anului 2009, ceea ce a expus-o atenției mainstreamului. Potrivit părților prezente, colaborarea s-a petrecut întâmplător; pur și simplu intrase într-o sesiune de înregistrare a melodiei și s-a întâmplat ca Flo Rida să fi vrut o voce feminină pentru melodie. S-a raportat că lui Flo Rida i-a plăcut atât de mult rezultatul final, încât a mai înregistrat o piesă cu Kesha „Touch me”  pentru albumul său R.O.O.T.S. . Cu toate acestea, ea nu este creditată pentru funcția sa din lansarea din Statele Unite ale lui „Right Round” și nu a încasat niciun ban pentru aceasta. De asemenea, ea a refuzat să apară în videoclip, explicând revistei pentru bărbați Esquire că vrea să-și facă un nume în propriile ei condiții.

### 2009–2011: Descoperire,AnimalșiCannibal

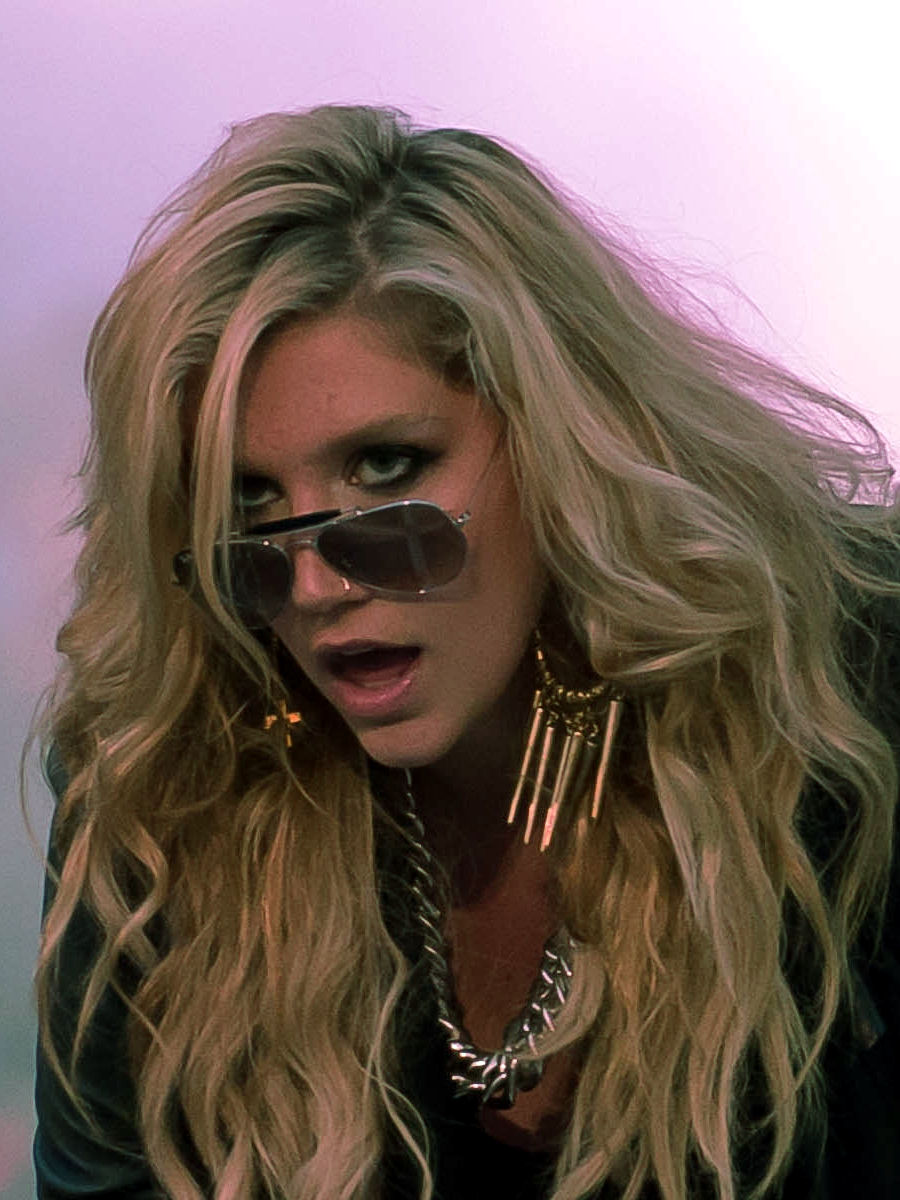
Kesha în timpul unui concert din 2011

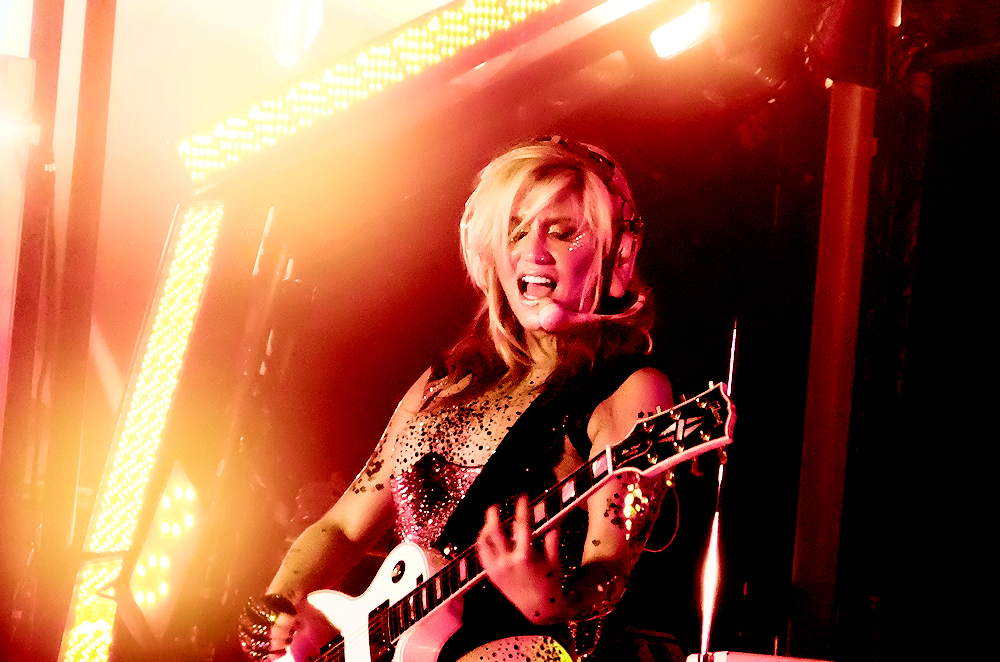
Kesha în timpul turneului ei internațional Get $leazy

După ce nu a reușit să negocieze cu Lava Records și Atlantic Records în 2009, Kesha a semnat un contract pentru mai multe albume cu RCA Records. După ce a petrecut ultimii 6 ani lucrând la materialul pentru albumul ei de debut, ea a început să adauge ultimele retușuri albumului. Pentru album, ea a scris aproximativ 200 de cântece. A fost certificat platină în Statele Unite și a vândut două milioane de albume în întreaga lume până în septembrie a acelui an.Single-ul principal al albumului, „Tik Tok”, a doborât recordul în Statele Unite pentru cel mai mare număr de vânzări aunui single într-o săptămână, cu 610.000 de descărcări digitale vândute într-o singură săptămână, cel mai mare număr  înregistrat vreodată de o artistă de când s-a început urmărirea descărcărilor digitale în 2003. A petrecut nouă săptămâni pe primul loc în țară și a devenit cel mai longeviv numărul unu de către o artistă feminină la single-ul ei de debut de la Debby Boone și „You Light Up My Life” în 1977.Începând cu 2019, „Tik Tok” a vândut aproximativ 14 milioane de copii în întreaga lume, devenind cel mai bine vândut single din istoria digitală și cel mai bine vândut single digital din istorie de către o artistă solo feminină. Single-urile ulterioare de pe album („Blah Blah Blah”, „Your Love Is My Drug” și „Take It Off”) au obținut un succes comercial similar, fiecare atingând primele zece în Australia, Canada și Statele Unite. Kesha a fost, de asemenea, prezentată pe două single-uri din top zece ale muzicianului Taio Cruz și al duo-ului electropop 3OH!3.Personajul estetic și juvenil în mod deliberat al lui Kesha, pe care ea l-a descris drept propria ei personalitate „ori zece”, a făcut-o rapid o figură profund polarizantă.Unii dintre criticii ei au considerat că producția ei este nesofisticată, în timp ce alții au considerat că ea a fost fabricată și nu are credibilitate. În mai 2010, foștii manageri ai lui Kesha de la DAS Communications Inc. au intentat un proces împotriva ei, cerând de la ea 14 milioane de dolari pentru comisioane pentru contractul ei cu RCA Records, pretinzând că ea a prelungit termenul limită pentru ca aceștia să-i obțină un contract cu o casă de discuri majoră și i-a dat la o parte din cariera ei. Kesha și-a lansat propriul proces în octombrie, invocând Talent Agencies Act exclusiv din California și cerând Comisarului pentru Muncă din California să-și declare nul contractul cu DAS, deoarece a acționat ca un agent de talente fără licență în timp ce își procura de lucru în California, unde doar agenți licențiați pot face asta.Cazul a fost soluționat în 2012, înainte de lansarea celui de-al doilea album al ei. Kesha a susținut un concert caritabil pe 16 iunie 2010, unde toate încasările au fost îndreptate pentru a ajuta victimele inundațiilor din Tennessee din 2010 în orașul ei natal, Nashville. Ea a strâns aproape 70.000 de dolari din eveniment.Ea a asistat în turneul de vară din America de Nord Last Girl on Earth a lui Rihanna și a fost premiată cu Best New Act la MTV Europe Music Awards în 2010.
În noiembrie 2010, Animal a fost relansat cu un ep însoțitor, Cannibal.Single-ul principal din Cannibal a fost „We R Who We R”, a debutat în fruntea topului Billboard Hot 100 din Statele Unite.Cu două numere unu și patru hituri din top zece (printre ele colaborarea „My First Kiss” de la 3OH!3), Kesha a fost numită „Hot 100 Artist” din 2010 de revista Billboard, „Tik Tok” fiind clasată drept cea mai ascultată melodie din anul acela în SUA. Următorul single din Cannibal, „Blow”, s-a clasat, de asemenea, în top zece pe Hot 100. Până în iunie 2011, Kesha a vândut aproape 21 de milioane de descărcări de single-uri digitale numai în Statele Unite. În februarie 2011, Kesha a susținut primul ei turneu mondial, Get $leazy Tour. Turneul a fost extins cu o etapă de vară din cauza epuizării primei etape și a cuprins trei continente. De asemenea, Kesha a co-scris melodia „Till the World Ends” pentru cântăreața Britney Spears și a fost inclusă în remixul piesei împreună cu rapperul Nicki Minaj. După ce a întâlnit-o pe Kesha la premiile Grammy din 2010 și a fost invitat la o serie de concerte de ale ei, cântărețul  Alice Cooper i-a cerut să compună și să cânte pentru piesa lor în duet, „What Baby Wants”, de pe albumul lui Cooper: Welcome 2 My Nightmare (2011).Kesha a fost numită  de ong-ul Humane Society of the United States, primul ambasador global pentru drepturile animalelor, pentru care se așteaptă să atragă atenția asupra unor practici precum testarea produselor cosmetice pe animale și vânătoarea de rechini. Kesha a primit premiul Wyler prezentat de The Humane Society ca o celebritate sau o personalitate publică care crește gradul de conștientizare a problemelor legate de animale prin intermediul mass-media. Ea a primit premiul pe 23 martie 2013, la Gala benefică Genesis Awards 2013. De asemenea, ea a apărut alături de cântărețul rock Iggy Pop într-o campanie pentru PETA, protestând împotriva abuzurilor focilor din Canada și mai târziu a scris în numele organizației lanțului de fast-food McDonald's despre condițiile abatoarelor lor.

### 2012–2013: Warrior și alte proiecte

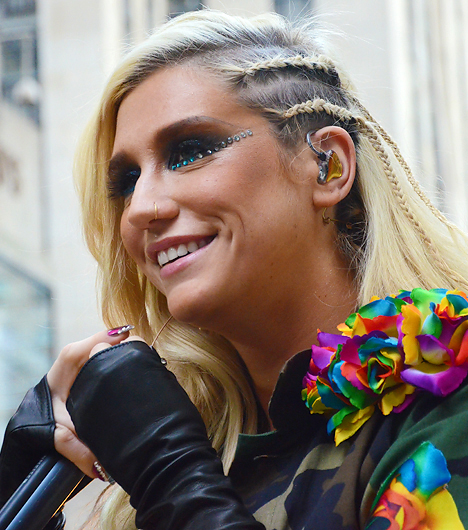
Kesha la The Today Show în 2012

Al doilea album de studio al lui Kesha, Warrior, a fost lansat pe 30 noiembrie 2012. Ea a început să scrie pentru album în timpul propriului turneu principal în 2011. Albumul a prezentat producții de la Max Martin, precum și o melodie a lui Wayne Coyne, solistul trupei alternative The Flaming Lips. Coyne a contactat-o pe Kesha pentru o colaborare după ce a auzit că ea este o fană a trupei. Pe lângă faptul că lucrau la albumul lui Kesha, au înregistrat piesa „2012 (You Must Be Upgraded)” pentru albumul trupei, The Flaming Lips și Heady Fwends (2012). Pentru a coincide cu lansarea albumului, Kesha a lansat autobiografia ilustrată My Crazy Beautiful Life prin Touchstone Books în noiembrie 2012. Primul single de la Warrior a fost „Die Young”. Cântecul a debutat pe locul treisprezece în Billboard Hot 100 și a ajuns în cele din urmă pe locul 2.Cântecul a ajuns, de asemenea, în topurile Europei și în lumea vorbitoare de engleză și a ajuns în primele zece locuri în Australia, Canada și Belgia.„C’Mon”, cel de-al doilea single al albumului, a avut performanțe comerciale slabe, ajungând doar pe locul 27 în Billboard Hot 100 și terminând șirul ei de top zece hituri în top. În ciuda acestui fapt, „C'Mon” a continuat succesul lui Kesha de top zece hituri (cu nouă) în topul Mainstream Top 40 Pop Songs, de asemenea fixat de Billboard. În iulie 2013, Kesha a început turneul Warrior, care va promova albumul. Partea nord-americană a turneului s-a desfășurat alături de rapperul american Pitbull. Cel de-al treilea single al lui Kesha de la Warrior, „Crazy Kids”, a fost lansat în aprilie 2013 și, de asemenea, a fost slab promovat, ajungând pe locul 40 în Hot 100, numărul 19 în Top 40 Mainstream, dar a obținut un succes masiv în Coreea de Sud și Belgia, ajungând la numărul 2 și, respectiv, 5 în țările respective. Un documentar realizat de fratele ei Lagan, Ke$ha: My Crazy Beautiful Life, a început să fie difuzat pe MTV tot în aprilie 2013.În iulie 2013, The Flaming Lips și-au declarat intenția de a lansa un album de studio în colaborare cu Kesha, numit Lipsha. Cu toate acestea, proiectul a fost anulat în cele din urmă în iarna aceluiași an. Kesha a trimis un mesaj unui fan în care a exprimat că nu era sub controlul ei și că vrea să elibereze materialul, chiar și gratuit, spunând că nu îi pasă de bani. Pe 7 octombrie 2013, Kesha și Pitbull au lansat o nouă colaborare, „Timber”, care a devenit un succes comercial internațional și al treilea single pe locul unu și al zecelea al lui Kesha în top-10 în Billboard Hot 100.
„Kesha Rose de Charles Albert” este o linie de bijuterii colaborativă creată de Kesha și Charles Albert, care a funcționat de la 1 iulie 2013 până în 2016. Acesta combină estetica contemporană de înaltă calitate a brandului Charles Albert, reflectând în același timp personalitatea lui Kesha în întreaga colecție. Cunoscută pentru alegerile sale distincte în materie de garderobă, bijuteriile reflectă acel aspect ciudat și crud prin prezentarea de cranii, vârfuri de săgeți, dinți de rechin fosilizați și dinți umani din metal. Aceste materiale amestecate cu turcoaz, vârfuri de cuarț și alte pietre au fost selectate personal de Kesha. Toate pietrele și / sau materialele utilizate în interiorul liniei vor varia ușor în mărime, culoare și dimensiuni. Articolele vor varia ușor datorită unicității și disponibilității pietrelor individuale, făcând fiecare bijuterie cu adevărat unică. Prețurile pentru linia de bijuterii au variat între 7-250 USD.

### 2014-2016: Rising Star, alte proiecte și probleme din viața personală

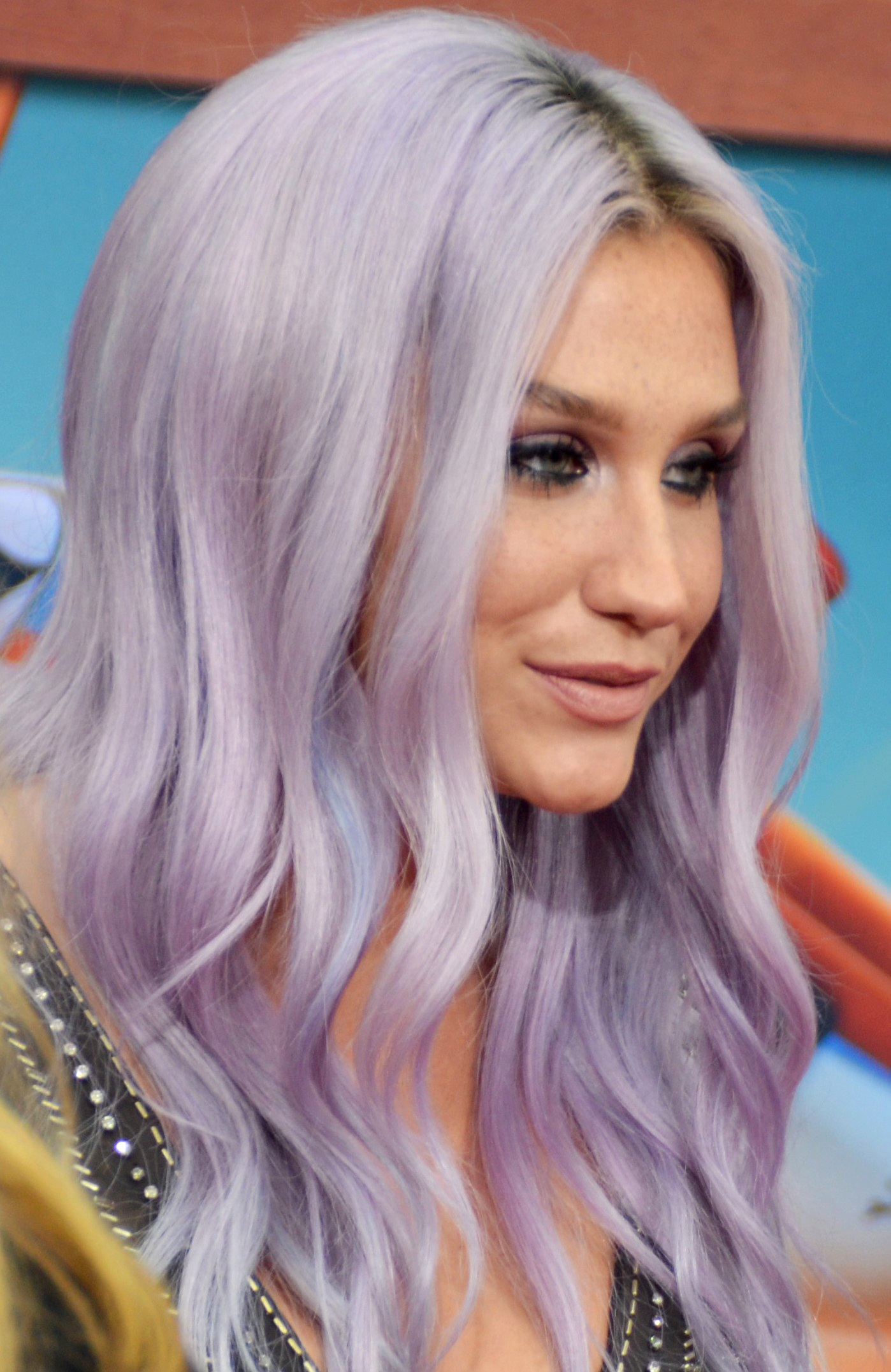
Kesha la premierea filmului Planes and Fire & Rescue

În ianuarie 2014, Kesha a intrat într-un program de dezintoxicare pentru bulimie nervoasă, o tulburare de alimentație, și a început să lucreze la al treilea album de studio. După ce a ieșit de la dezintoxicare, a ales să-și folosească numele de naștere în favoarea poreclei ei anterioare, folosind un „s” normal în numele ei în loc de simbolul „$”. 

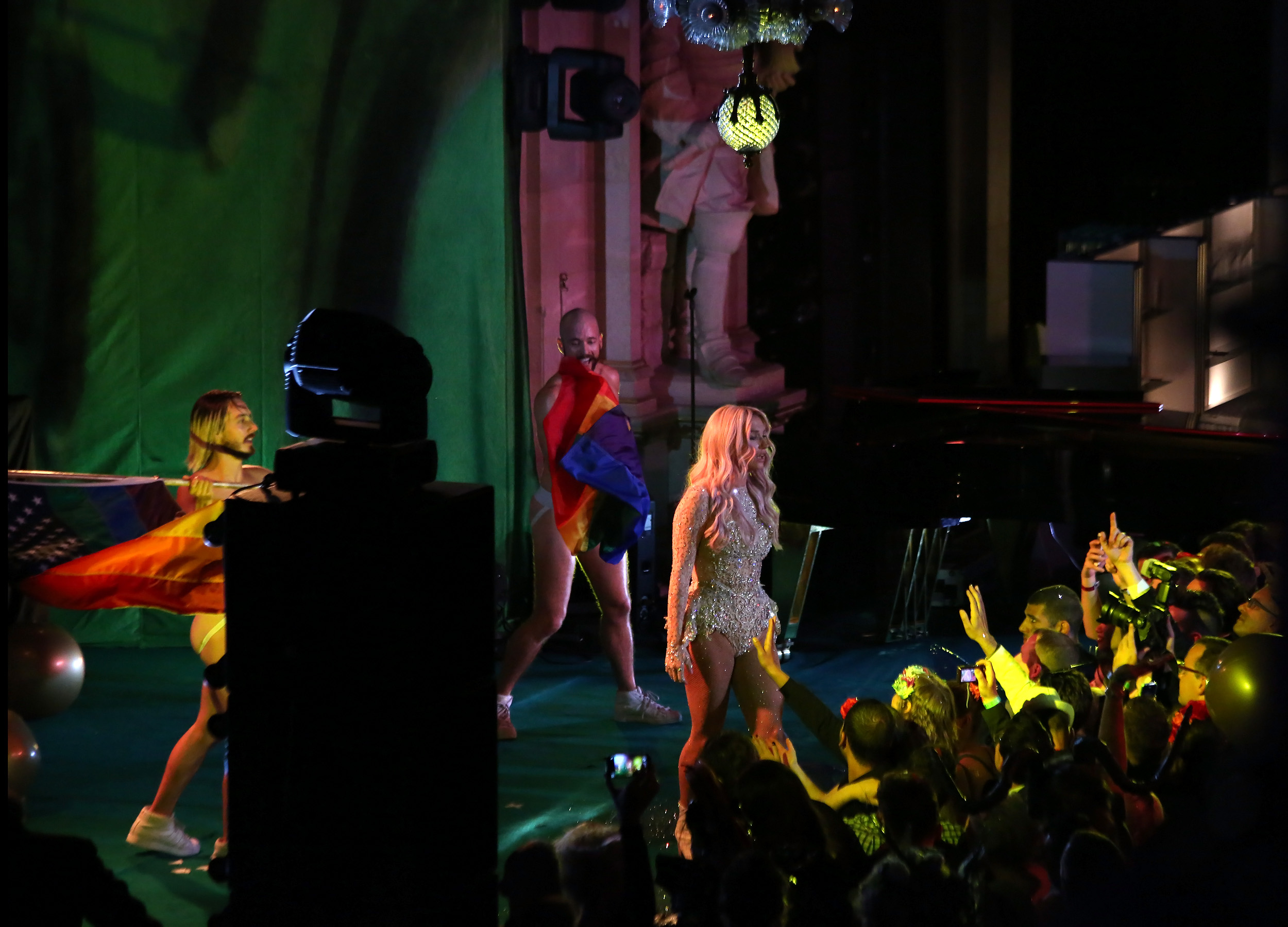
Kesha la Life Ball 2014

În interviul ei pentru coperta Teen Vogue din august 2014, Kesha a dezvăluit că a înregistrat 14 cântece noi în timp ce se afla în dezintoxicare. În iunie 2014, Kesha și-a revendicat un loc ca jurat în competiția muzicală americană Rising Star, alături de artiștii muzicali americani Brad Paisley și Ludacris.Rising Star a fost o competiție muzicală de televiziune americană de scurtă durată, care a început să fie difuzată pe ABC pe 22 iunie 2014. S-a bazat pe seria internațională de franciză Rising Star , bazată pecompetiția israeliană de cântat HaKokhav HaBa (care înseamnă „Următoarea stea”) realizat de Keshet Broadcasting Ltd . Formatul programului permite spectatorilor să voteze concurenții prin intermediul aplicațiilor mobile. A fost filmat live în Los Angeles. Spectacolul a fost difuzat și în Canada, cu publicitate simultană de înlocuire și acces la vot pe CTV . Jesse Kinch a fost câștigătorul Rising Star  primului și singurului sezon cu un vot de 76%. Macy Kate a deținut recordul cu cel mai mare scor cu 93%; în cele din urmă va termina pe locul nouă. Daniel și Olivia dețineau recordul cu cel mai mic scor cu 6% și în cele din urmă au terminat pe ultimul loc (atât Macy Kate, cât și Daniel și Olivia au fost în primul episod).Rising Star a difuzat ultimul său episod pe 24 august 2014 și a fost anulat la scurt timp după aceea, din cauza ratingurilor scăzute. 
În octombrie 2014, Kesha l-a dat în judecată pe producătorul Dr. Luke pentru agresiune și agresiune sexuală, hărțuire sexuală, violență de gen, abuz emoțional și încălcare a practicilor de afaceri din California, care au avut loc de-a lungul a 10 ani de lucru împreună. Procesul a durat aproximativ un an înainte ca Kesha să solicite o ordonanță preliminară pentru a o elibera de la Kemosabe Records. La 19 februarie 2016, judecătorul Curții Supreme din New York, Shirley Kornreich, s-a pronunțat împotriva acestei cereri. La 6 aprilie 2016, Kornreich a respins cazul, spunând că, în acest caz chiar dacă acuzațiile de agresiune sexuală au fost acceptate ca adevărate, termenul de prescripție de cinci ani a expirat pentru cele două acuzații de viol cele mai specifice, una având loc în 2005 și cealaltă în 2008. Pe 4 august 2015, Kesha a semnat cu organizația americană de drepturi de performanță SESAC Inc.
Kesha a fost invitată sa joace în episodul 2 în cel de-al doilea sezon al serialului de televiziune din SUA Jane the Virgin, care a fost difuzat pe 12 octombrie 2015. Cântăreața a interpretat-o pe Annabelle, vecina ostilă a protagonistei emisiunii.
În decembrie 2015, Kesha a dezvăluit că a format o trupă de muzică country și rock clasic, numită Yeast Infection și a susținut un spectacol live cu trupa în Nashville, Tennessee, pe 23 decembrie.
Jem and the Holograms este un film dramatic muzical fantastic din 2015, coprodus și regizat de Jon M. Chu, scris de Ryan Landels și cu Aubrey Peeples ca personaj principal, Stefanie Scott, Hayley Kiyoko, Aurora Perrineau, Ryan Guzman, Molly. Ringwald și Juliette Lewis. Împrumutând elemente din serialul de televiziune animat Jem de Christy Marx din anii 1980, filmul a fost produs de Hasbro Studios și Blumhouse Productions. Interesul lui Chu de a dezvolta o adaptare cinematografică a lui Jem se bazează pe faptul că a crescut urmărind seria animată originală împreună cu surorile sale. El a încercat să facă filmul cu 11 ani mai devreme, dar a fost respins de Universal din cauza costului. Kesha a apărut în scena de la mijlocul creditelor ca Pizzazz, liderul trupei rivale a lui Jem și Holograms, The Misfits. Erica o informează că Rio se întâlnește cu Jem, iar apoi, cu un zâmbet diabolic, spune că se vor întoarce la Jem.

### 2016 - True Colors și turneul F*ck the world

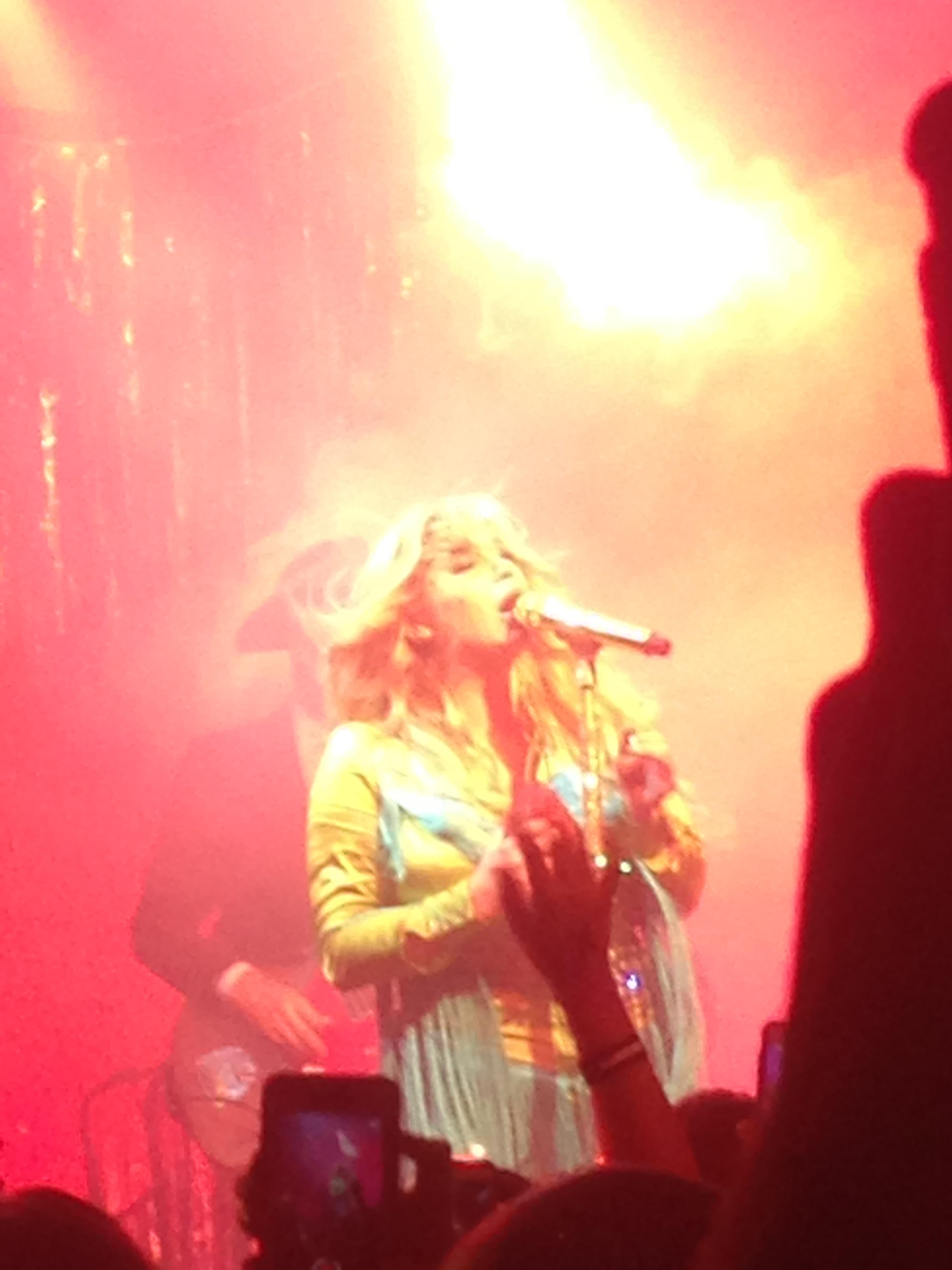
Kesha în timpul turneului

„True Colors ” este o melodie a producătorului de muzică electronică rus-german Zedd. Versiunea originală a melodiei conținea voci necreditate de Tim James și a fost inclusă pe al doilea album de studio Zedd True Colors . Single-ul oficial este o nouă versiune a piesei, cu vocea oferită de Kesha și a fost lansat ca al patrulea single al albumului pe 29 aprilie 2016. Au interpretat piesa în direct la Coachella 2016.Melodia a fost prima lansare muzicală a lui Kesha în ultimii trei ani, întrucât fusese închisă într-un proces în justiție cu producătorul ei, Dr. Luke, după zece ani de abuz. Ea a interpretat prima oară cântecul ca oaspete în timpul momentului lui Zedd la Coachella 2016. La sfârșitul lunii aprilie, atât Kesha, cât și Zedd au postat fotografii pe conturile lor de pe rețelele sociale, confirmând că înregistrează împreună.
Pe 22 mai 2016, Kesha a interpretat piesa lui Bob Dylan „It Ain't Me Babe” la Billboard Music Awards 2016.Pe 11 iunie 2016, Kesha a cântat la Pride in the Street din Pittsburgh, Pennsylvania. Ulterior, Kesha a pornit în al treilea turneu mondial de concerte, Kesha and the Creepies: Fuck the World Tour (2016–2017). Turneul a început pe 23 iulie 2016, în Las Vegas, Nevada și s-a încheiat pe 21 iulie 2017, în Aurora, Illinois, după diverse spectacole și în China. Turneul a inclus diverse cover-uri și câteva versiuni noi rock și country ale single-urilor de succes ale lui Kesha. În acest timp, a fost dezvăluit că Kesha a înregistrat 22 de melodii pe cont propriu și le-a dat casei sale de discuri, era în proces de înregistrare a unui al treilea album de studio.

### 2017- Praying, Rainbow și revenirea în muzică

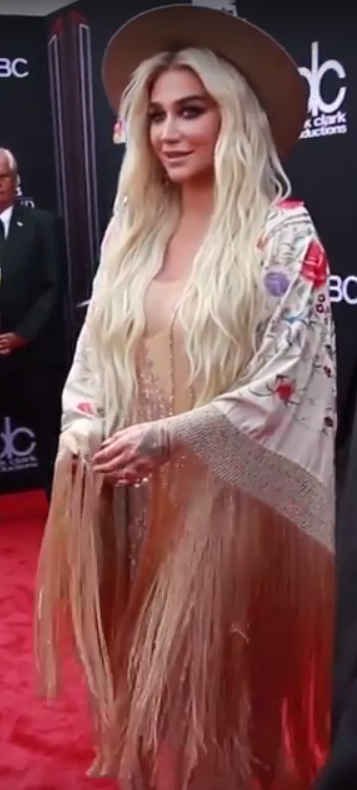
Kesha la premiile Billboard Music Awards din 2018

Pe 6 iulie 2017, Kesha a lansat un single, intitulat „Praying”. Single-ul s-a clasat cu succes pe locul 6 în topurile muzicale din Australia, vânzând peste 140.000 de copii și fiind certificat de două ori platină în țară.Single-ul s-a clasat pe locul 22 și pe locul 11 în Statele Unite și, respectiv, Canada și, ulterior, a fost certificat Platină în ambele teritorii. „Praying” a fost lansat ca single principal de pe cel de-al treilea album de studio al lui Kesha, Rainbow, care a fost lansat pe 11 august 2017. Rainbow a debutat pe primul loc în clasamentul Billboard 200 din Statele Unite, devenind cel de-al doilea album al ei numărul unu în țară și a fost subiectul aprecierii universale din partea criticilor muzicali, mai mulți complimentând unghiul feminist și unicitatea albumului, precum și poziția lui Kesha, performanța vocală și capacitatea de a împleti diferite genuri muzicale. Trei piese de la Rainbow au fost lansate ca single-uri promoționale înainte de lansarea albumului; „Woman”, „Learn to Let Go” și „Hymn”, iar toate au fost lansate cu videoclipuri muzicale însoțitoare. „Learn to Let Go” a fost lansat ulterior ca al doilea single de pe album în noiembrie 2017. Albumul a primit nominalizări pentru Cel mai bun album vocal pop și cea mai bună interpretare pop solo (pentru „Praying”) la cea de-a 60-a ediție anuală a Premiilor Grammy, marcând primele nominalizări la Grammy ale lui Kesha.Pentru a promova Rainbow, Kesha a organizat turneul Rainbow  (2017–2019), care a început pe 26 septembrie 2017, în Birmingham, Alabama, și a vizitat America de Nord, Europa, Oceania și Asia. Ea a promovat albumul și mai mult , alăturându-se unui turneu împreună cu rapperul american Macklemore, numit The Adventures of Kesha and Macklemore (2018). Acest turneu a avut loc în America de Nord între 6 iunie 2018 și 5 august 2018. Filmul documentar al lui Kesha, Rainbow: The Movie, a fost lansat pe Apple Music pe 10 august 2018. Documentarul relatează perioada ei la dezintoxicare pentru tulburarea ei de alimentație și crearea albumului Rainbow. În aceeași lună, Kesha a colaborat cu trupa rock britanică The Struts la remixul piesei lor „Body Talks”, lansată ca single de pe albumul lor Young & Dangerous (2018).Pe 19 septembrie 2018, Kesha și-a lansat melodia „Here Comes the Change”, single-ul a fost coloana sonoră și a avut drept promovarea  filmului On the Basis of Sex (2018), un film biografic despre Ruth Bader Ginsburg. În octombrie 2018, Kesha a colaborat, a scris și a cântat la melodia „Safe” cu fratele ei mai mic, Sage Sebert, și rapperul Chika, ca un omagiu pentru împușcarea de la o școală din Parkland, Florida.

### 2019- 2021: High road, linia de cosmetice, podcast-uri și turneul Kesha live

#### High Road și Kesha Rose Beauty
În februarie 2019, Kesha a urmat un turneu - croazieră de 4 zile numită Kesha's Weird and Wonderful Rainbow Ride. Navigând pe Norwegian Pearl, croaziera a pornit în Tampa, Florida și s-a încheiat la Nassau, Bahamas. Invitații speciali au fost printre alții Wrabel, Jonathan Van Ness, Betty Who, Detox și Superfruit.Pe 2 iunie, Kesha a lansat un single digital intitulat „Rich, White, Straight Men”.Pe 25 iulie, Kesha a lansat single-ul promoțional „Best Day” pentru filmul The Angry Birds Movie 2. Pe 7 noiembrie, Kesha și-a anunțat oficial propria linie de produse cosmetice în parteneriat cu marca de machiaj indie Hipdot, Kesha Rose Beauty, care a fost lansată pe 6 decembrie. Linia prezintă o paletă de fard de pleoape cu fiecare culoare numită după melodiile ei, două creioane rezistente la apă cu două capete, un ruj roșu și un luciu de buze.Kesha descrie linia ca fiind „toate culorile mele preferate, inspirate de curcubeu și de pământ și natură”. Nici nu-mi place foarte mult să folosesc cuvântul „frumusețe” pentru că este mai mult să te exprimi. Este vorba de redefinirea a ceea ce înseamnă frumusețea pentru tine. Frumos este fericirea și fericirea este frumoasă, așa că asta încerc să încurajez cu linia de machiaj și cu palmaresul.
„Sincer, simt că sunt doar o aură plutitoare și aura mea își schimbă culorile de la o zi la alta și vreau să pot exprima asta cu machiajul meu. Nu este despre a mă simți perfect sau să încerc să arăt perfect sau perfect simetric sau ceva de genul acesta, este despre a fii fericit și să te distrezi. Așadar, vreau ca oamenii să se joace cu el și să se distreze cu el și să sperăm că își exprimă aurele și sufletele prin machiaj și nu sunt atât de preocupați de aspect ca niște chestii Instagram perfect simetrice, filtrate."
High Road, al patrulea album de studio al lui Kesha, a fost lansat pe 31 ianuarie 2020. Albumul a avut rezultate comerciale moderate și a primit recenzii pozitive. Programat inițial pentru decembrie 2019, Kesha a lansat un trailer pe 21 octombrie 2019 pentru a confirma titlul albumului ca High Road. Înainte de lansare, albumul a lansat patru single-uri: „Raising Hell” cu Big Freedia, „My Own Dance”,„Resentment” cu Brian Wilson, Sturgill Simpson și Wrabel și "Tonight".
În februarie 2020, single-ul promoțional din 2010 al lui Kesha „Cannibal” a câștigat statutul viral în urma unei tendințe de dans folosindu-se pe platforma TikTok. După aceasta, cântecul a devenit un single de top 40 în Canada și a fost lansat un nou videoclip cu versuri pentru cântec. În timp ce s-a autoizolat în casa ei din cauza pandemiei de coronavirus, Kesha a creat o melodie intitulată „Home alone”. Pe 18 aprilie 2020, a cântat la evenimentul benefic One World: Together at Home.

#### Kesha and the Creepies
Kesha a anunțat crearea propriului podcast, Kesha and the Creepies este un podcast creat și găzduit de Kesha și produs de iHeartRadio. Kesha a anunțat crearea podcastului cu un videoclip anunțat pe 13 noiembrie 2020 (un „vineri 13”). Primul episod a fost lansat pe 19 noiembrie 2020, cu noi episoade care au avut premiera aproape în fiecare vineri. Podcast-ul explorează viața supranaturală și prezintă vedete care au avut experiențe inexplicabile precum Alice Cooper, Demi Lovato și Whitney Cummings, precum și experți supranaturali precum Tyler Henry și Dr. Caroline Watt.Potrivit iHeartRadio, „Kesha and the Creepies explorează subiecte supranaturale și stiluri de viață alternative cu cei mai incitanți oaspeți ai culturii pop din prezent și experți supranaturali. Curiozitatea lui Kesha pentru toate lucrurile inexplicabile conduce conversații fascinante care se întind pe spiritualitate netradițională, artă psihedelică și toate lucrurile înfiorătoare. " Pentru a promova podcast-ul, Kesha a apărut pe un interviu iHeartRadio pe 13 noiembrie și pe podcastul „Good For You” al lui Whitney Cummings pe 3 decembrie 2020.. Primul sezon a durat 30 de episoade, episodul final fiind difuzat pe 10 iunie 2021.
După anularea turneului High Road din cauza pandemiei de COVID-19, Kesha a organizat al cincilea turneu, Kesha Live, cu Betty Who fiind actul de deschidere. Turneul a început pe 13 august 2021 în Billings, Montana și inițial urma să aibă 11 spectacole în SUA, dar a fost extins la 22, încheindu-se pe 12 septembrie 2021.
Ea a colaborat într-un remix al single-ului lui Walker Hayes, „Fancy Like”, care a fost lansat pe 10 septembrie 2021. Aceasta a revenit în 29 octombrie într-o colaborare cu Travis Barker la remixul melodiei „Drop dead” a lui Grandson.

#### Electric Easy
Despre al doilea podcast al lui Kesha se pot spune multe lucruri, dar cele două cuvinte care l-ar descrie cel mai bine sunt iubirea și futurismul: „O poveste de dragoste interzisă despre un android fugar și un om trimis să o vâneze. Electric Easy este un spectacol muzical științifico-fantastic neo-noir plasat într-un Los Angeles futurist în care oamenii se luptă să coexiste cu roboții, cunoscuți sub numele de electrici”. Creat de Vanya Asher („Shadow and Bone”) și de producătorul executiv Kesha.Distribuția îi include pe Kesha, Chloe Bailey și Mason Gooding alături de Frances Fisher, Happy Anderson, Jojo T. Gibbs, Benito Skinner, Lachlan Watson, Erica Ash, Sugar Lyn Beard, Sean Maguire, Jen Kober, Detox și Brendan Jordan. Din QCODE, avându-i ca producători executivi pe Vanya Asher și Kesha. Electric Easy este prezentat de Bud Light Seltzer Retro Tie Dye. Experimentați varietatea și distracția cu Bud Light Seltzer astăzi.
După anularea turneului High Road din cauza pandemiei de COVID-19, Kesha s-a angajat în al cincilea turneu, Kesha Live (2021), cu Betty Who servind drept act de deschidere. Turneul a început pe 13 august 2021 în Billings, Montana și inițial urma să aibă 11 spectacole în SUA, dar a fost extins la 22, încheindu-se pe 12 septembrie 2021.Încă șapte date de turneu au fost anunțate pentru sfârșitul lunii martie 2022, care va fi urmată de al doilea tur de croazieră al lui Kesha, programat să plece pe 1 aprilie 2022. Cu toate acestea, croaziera și datele turneului de primăvară au fost anulate din motive nedezvăluite, dar ar putea să fie legate de situația sa legală cu Dr. Luke. Mai exact, melodia sa Backstabber de pe albumul de debut, Animal a devenit virală pe Tik Tok, și existând un videoclip pentru această melodie deja (care nu a fost publicat niciodată până acum), și totodată mișcarea #FreeKesha fiind principalul subiect de pe Twitter după ce Kim Petras și-a lansat ep-ul colaborând cu Dr. Luke din nou, casa sa de discuri ar putea încerca să o saboteze anulându-i turneele și lansarea videoclipului.

### 2022: Taste so good, Stonewall Day Pride, Conjuring Kesha și concerte tribut pentru Taylor Hawkins
Taste so good (The Cann Song) este o melodie compusă și interpretată de VINCINT, MNEK, Hayley Kiyoko și Kesha. Melodia a fost realizată pentru băutura cu infuzie de cannabis Cann. A fost lansată în 1 iunie 2022 împreună cu videoclipul acesteia. Inițial Kesha nu a fost creditată pentru partea ei din melodie, în schimb avea titlul de „invitat special”. După o săptămână de la lansare a primit creditele pentru partea sa din melodie. Se spune că melodia este un strigăt de raliu pentru a nu spune doar „gay”, ci și a țipa-o de pe acoperișuri. Este un imn pentru a celebra diferențele. Melodia a fost creată pentru Cann, o companie de băuturi cu canabis, fondată de persoane queer, și pentru campania sa 2022 Pride, în colaborare cu Weedmaps, o ocazie importantă pentru consumatorii de cannabis pentru a descoperi și a învăța despre cannabis și produsele din cannabis.
Kesha a fost cap de afiș pentru ediția Stonewall Day Pride din 2022, încurajând atât fanii ei, cât și toți oamenii să fie ei însăși. În timpul momentului său, de la Stonewall Day 2022 de la Pride Live, din New York City, ea și-a făcut timp să-și sărbătorească fanii LGBTQ+ , dar și să vorbească despre recenta inversare a Curții Supreme din SUA a deciziei Roe v. Wade pentru dreptul la avort la nivel național. Evenimentul a avut loc după-amiază, în fața locului istoric Stonewall Inn, situat în cartierul Greenwich Village din Manhattan, unde un raid al poliției din 1969 a provocat o revoltă care a declanșat mișcarea modernă pentru drepturile LGBTQ+. La începutul zilei, un grup care include guvernatorul statului New York, Kathy Hochul și senatorul Chuck Schumer au inaugurat terenul pentru ceea ce va deveni Centrul de vizitatori al Monumentului Național Stonewall, primul centru de vizitatori LGBTQ+ din sistemul parcurilor naționale din SUA. Aceasta a sărbătorit comunitatea LGBTQ+ și dreptul de a fi capabil să fii cum vrei să fii și de a te putea exprima Liber. Ea a interpretat melodiile Cannibal, We R Who We R, Tik Tok și Blow. 

#### Conjuring Kesha
Conjuring Kesha este emisiunea creată de Kesha. Aceasta a avut premierea pe Discovery+, în 8 iulie 2022. 
Emisiunea este o continuare a podacast-ului lui Kesha intitulat Kesha and the Creepies. Ea și alți prieteni celebri, dar și câțiva experți în paranormal călătoresc în SUA pentru a explora locuri misterioase, considerate bântuite. Speranța artistei cu această serie este să arate că supranaturalul nu este întâlnit doar în mituri și fabule, ci și în viața reală.

#### Invitați
- Whitney Cummings
- Betty Who
- GaTa
- Jojo Fletcher
- Karen Elson
- Big Freedia

##### Lista de episoade
1. „Not Today, Satan”
2. „Songs for the Dead”
3. „A Terrifying Truth”
4. "Into Bigfoot’s Lair"
5. "Kesha Faces Mortality"
6. "Descent Into Madness"

#### Concertul tribut pentru Taylor Hawkins
Artista și-a arătat susținerea pentru prietenul ei Taylor Hawkins prin prezența sa la o serie de concerte dedicate solistului. Momentele ei artistice au fost descrise drept sălbatice, dar și unice. Cât despre critici, momentele ei au fost apreciate, ba chiar unii au interpretat timpul ei de pe scenă, drept „cel mai bun moment al serii”.

### 2023: GAG ORDER

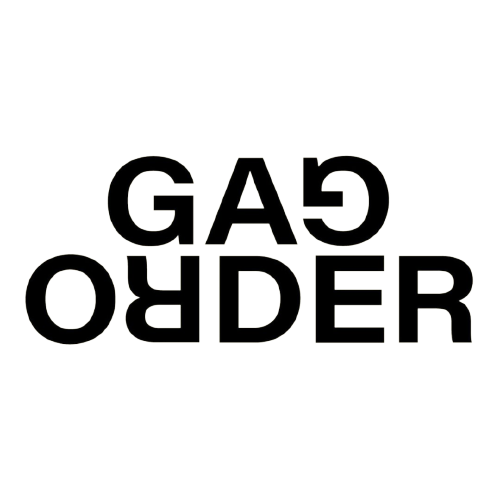

Gag Order (stilizat ca GⱯG ORDƎR) este al cincilea album de studio al lui Kesha. Albumul a fost anunțat pe 25 aprilie 2023. A fost lansat pe 19 mai 2023. Acesta marchează cel de-al treilea album al lui Kesha în care ea își asumă rolul de producător executiv, după cele două albume anterioare. Alături de producătorul Rick Rubin s-a angajat să creeze un album mai vulnerabil, unul care a atins teme mult mai întunecate precum depresia, moartea, exploatarea emoțională și lupta pentru adevăr. Titlul servește ca referință la procesul dintre Kesha și Dr. Luke, acesta din urmă fiind acuzat de agresiune sexuală și agresiune de către cântăreață și incapacitatea ei de a vorbi despre el. Din punct de vedere muzical, este în primul rând o combinație de art-pop, psihedelic, electronic și experimental, dar există influențe de genuri precum: gospel, soul, lo-fi, dark wave, hyperpop și country.Înainte de lansarea albumului, au fost lansate trei single-uri „Eat the Acid”, „Fine Line”, ambele lansate ca single dual și „Only Love Can Save Us Now”.

## Viața personală și situația legală

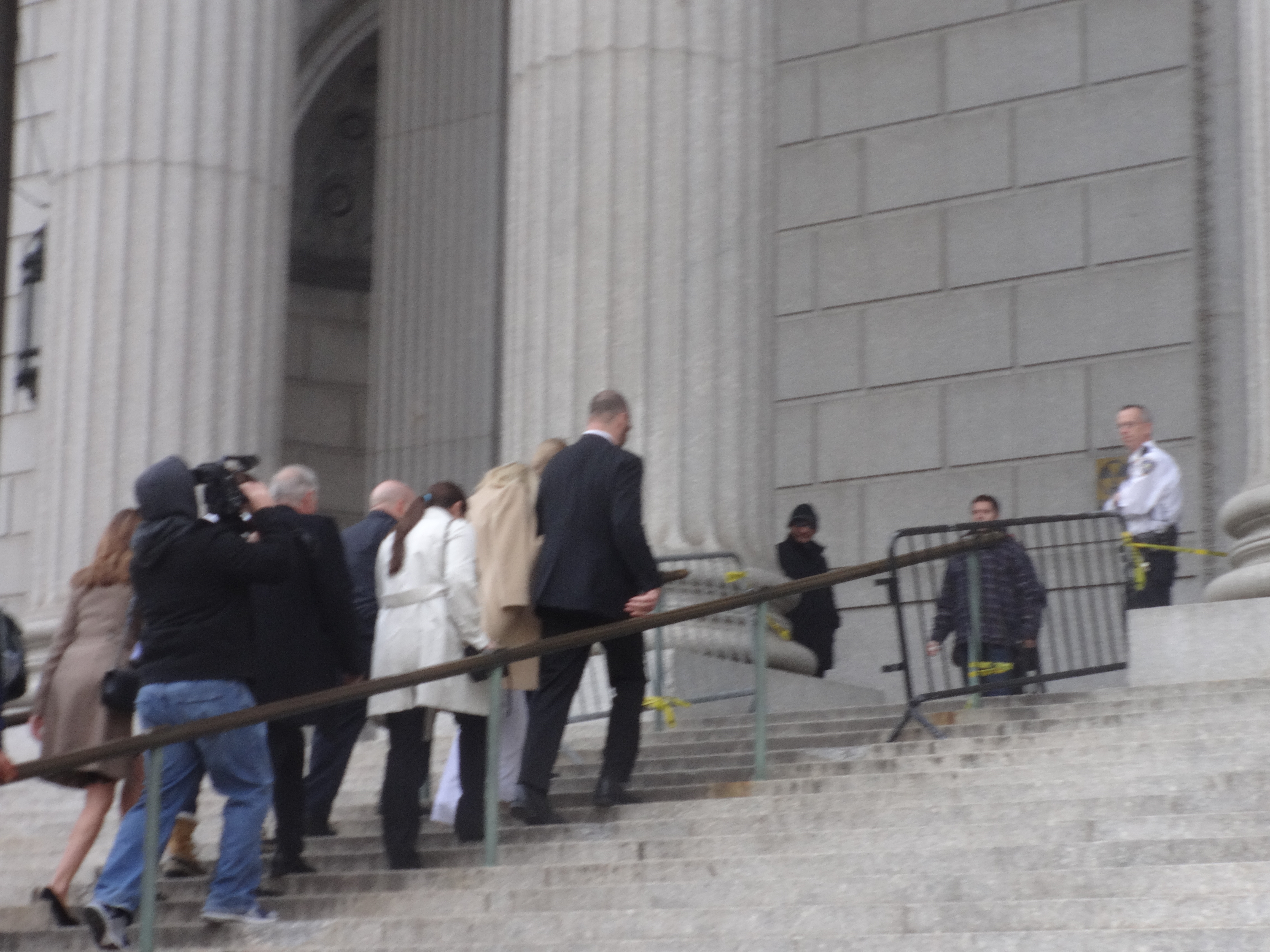
Kesha la New York State Supreme Court din Manhattan

Kesha este vegetariană și pansexuală. Ea a organizat, de asemenea, căsătorii atât pentru cupluri de același sex, cât și pentru cele de sex opus. Ea a vorbit despre orientarea ei sexuală cu revista Seventeen în 2013, „Nu iubesc doar bărbații. Iubesc oamenii. Nu este vorba despre un gen”. Ea a făcut o declarație similară pentru Out în 2010, când a mărturisit că pur și simplu „îi plac oamenii”: „Nu aș spune că sunt lesbiană sau heterosexuală. Oricum nu-mi place să etichetez lucrurile.” În articolul său din 2019 pentru Atittude, ea aprofundează discutând despre sexualitatea ei, spunând: „Întotdeauna am fost atrasă de sufletul din spatele ochilor unei persoane. Nu mi-a trecut niciodată prin cap să-mi pese de un anumit gen sau de modul în care cineva se identifică, să mă facă să mă întreb dacă sunt sau nu atras de ei.” În vara anului 2022, și-a adresat sentimentele într-o postare de pe Instagram:„ Nu sunt lesbiană. Nu sunt hetero. Nu știu ce sunt. Iubesc oamenii. Iubesc oamenii pentru că toți suntem propriile noastre mici călătorii ale conștiinței, dansând în jurul soarelui. Cât de ciudată, de interesantă și de distractivă este viața asta, nu? Refuz să fiu orice, cu adevărat, cu excepția faptului că sunt deschisă la toate.” Ea s-a născut cu o coadă vestigială de un sfert de inch, „Am avut o coadă când m-am născut... mi-au tăiat-o și mi-au furat coada... Sunt foarte tristă pentru acea poveste.”Kesha este un interpret foarte vizual și îi place să facă tatuaje improvizate. Kesha i-a făcut prezentatorului TV australian Scott Tweedie un tatuaj nepermanent (un desen cu un marker) al unui penis, și, în 2011, i-a oferit rockerului Andrew W.K. un tatuaj cu cerneală de la un stilou și un ac de siguranță care s-a infectat în cele din urmă. Ea a făcut, de asemenea, tatuaje cu un ac de siguranță fanilor și unui „tip arătos” în holul unui hotel.

### Probleme de sănătate
Pe 3 ianuarie 2014, Kesha s-a înregistrat la Centrul de tratament rezidențial Timberline Knolls, o unitate de dezintoxicare din Lemont, Illinois, pentru tratament pentru tulburări de alimentație. Mama lui Kesha a confirmat că aceasta suferea de tulburarea alimentară bulimia nervoasă și că se luptă cu aceasta de când a fost semnată cu casa de discuri. De asemenea, ea a susținut că Dr. Luke a fost parțial cauza, spunând că Luke i-ar fi spus să slăbească după ce a semnat-o, comparând forma corpului ei cu cea a unui frigider. Sebert a afirmat că acest lucru a determinat agravarea tulburării lui Kesha. Kesha și-a încheiat tratamentul pe 6 martie 2014, după ce a petrecut două luni la dezintoxicare.

### Situația legală: Kesha vs Dr. Luke
Kesha vs. Dr. Luke se referă la procesul în curs între Kesha și fostul ei producător, Dr. Luke, care a început în octombrie 2014. Procesul a început inițial cu Kesha, care a dat în judecată producătorul pentru agresiune sexuală, fizică, verbală și psihică, acesta din urmă urmând să conteste pentru defăimare și întrerupere de contract.
În septembrie 2013, Rebecca Pimmel, un fan al Keshei, a înființat o petiție pentru „eliberarea” lui Kesha din conducerea lui Luke și l-a acuzat că „a micșorat” creșterea creativă a lui Kesha ca artist.Petiționarii sunt de acord cu poziția menționată în documentarul seriei TV a lui Kesha, Ke$ha: My Crazy Beautiful Life , în care Luke servește ca producător executiv, că nu deține un control creativ asupra celui de-al doilea album al său, Warrior.În ianuarie 2014, la scurt timp după ce Kesha a fost internată într-un centru de reabilitare pentru bulimia nervoasă, mama lui Kesha, Pebe Sebert , a susținut că presiunea pentru ca Kesha să slăbească a venit de la doctorul Luke. Sebert a susținut că dr. Luke a spus că Kesha arăta „ca un frigider”, ceea ce i-a instigat tulburarea de alimentație.Luke neagă aceste afirmații. 
În octombrie 2014, Kesha l-a dat în judecată pe Dr. Luke, pretinzând agresiune sexuală și violență, hărțuire sexuală, violență de gen, hărțuire civilă, încălcare a legilor comerciale neloiale din California, provocare intenționată de suferință emoțională, provocare neglijentă de suferință emoțională și reținere și supraveghere neglijente.Gottwald a răspuns depunând o cerere de chemare în judecată, susținând că procesul lui Kesha ar fi fost o încercare a lui Kesha, a mamei sale și a noii sale firme de administrare de a-l extorca să o elibereze de contract.În noiembrie,el i-a cerut judecătorului să respingă acuzația lui Kesha de abuz sexual pe ea.  La începutul lunii decembrie, Dr. Luke a intentat un proces de defăimare împotriva avocatului lui Kesha, Mark Geragos, acuzându-l de implicații că Luke a violat-o pe Lady Gaga . Echipa lui Gaga a negat orice astfel de incident. Mai târziu, în decembrie, avocații lui Luke au modificat plângerea oficială din procesul de defăimare pentru a introduce articole suplimentare, inclusiv o felicitare scrisă de mână de la Kesha în 2009. Avocatul lui Luke a susținut că cardul este de câțiva ani după ce Kesha susține că a început să abuzeze de ea. Alte adăugiri au inclus mai multe e-mailuri între doctorul Luke și mama lui Kesha, unde acesta din urmă i-a scris: „Faceți parte din familia noastră”. Dr. Luke l-a acuzat în continuare pe Jack Rovner, președintele Managementului Vector, de „antipatie de lungă durată” față de el, susținând că Rovner vrea mai mulți bani și controlează cariera lui Kesha.
Pe 18 februarie 2015, în timpul Săptămânii Modei din New York, Kesha a purtat o rochie Discount Universe cu cuvintele „You Will Never Own Me Me” pe fața piesei de îmbrăcăminte, despre care cel puțin o sursă media a speculat că ar fi un jab evident la Dr. Luke pe fondul recuperării lui Kesha.  La 9 iunie 2015, a fost raportat că Kesha și-a modificat plângerea împotriva doctorului Luke și a adăugat un proces împotriva Sony Music Entertainment, avocatul lui Kesha susținând că „proclivitatea doctorului Luke pentru conduită abuzivă era deschisă și evidentă pentru [Sony Music Entertainment], care fie știau comportamentul și închiseră ochii, nu au reușit să investigheze comportamentul doctorului Luke, nu au reușit să ia nicio măsură corectivă sau au ascuns în mod activ abuzul doctorului Luke. " Kesha a solicitat o ordonanță cu Sony împotriva lucrării și lansării de muzică cu Dr. Luke și pentru o mai mare libertate artistică. Avocatul lui Kesha, Mark Geragos, a răspuns cu privire la ordonanță, spunând: „Nu poate lucra cu producători de muzică, editori sau case de discuri pentru a lansa muzică nouă. Fără muzică nouă de interpretat, Kesha nu poate face turnee. În afara radioului și a scenei și în afara reflectoarelor , Kesha nu poate vinde produse, nu primește sponsorizări sau nu poate atrage atenția mass-media. Valoarea ei de marcă a scăzut și, cu excepția cazului în care Curtea emite această ordonanță, Kesha va suferi un prejudiciu ireparabil, căzându-și cariera peste punctul de neîntoarcere."
Din păcate o ordonanță preliminară a fost respinsă la 19 februarie 2016, cu toate acestea mulți oameni importanți ai industriei au susținut-o, arătându-și compasiunea și speranța față de #FreeKesha precum Ariana Grande, Lady Gaga, Kelly Clarkson, HAIM, Halsey, Melanie Martinez, Sam Smith, Demi Lovato, Pink sau Avril Lavigne. Zeed și-a arătat susținerea în 2016 prin intermediul melodiei True Colors, iar Adele i-a dedicat în același an premiul său de la Brits . Însă Taylor Swift a avut o susținere financiară semnificativă, aceasta a ajutat-o cu 250.000 de dolari în 2016 și 1.7 milioane de dolari în 2020 pentru daunele procesului.

### Credințe și partea sa spirituală
Scriind pentru Lenny Letter, Kesha a declarat că îl vede pe Dumnezeu ca „natură și spațiu și energie și univers. Propria mea interpretare a spiritualității nu este importantă, pentru că toți o avem pe a noastră. Ceea ce contează este că am ceva mai mare și important decât mine ca individ care mă ajută să-mi aduc pacea.”Potrivit revistei de cultură pop Paper, „Homofobia și evlavia falsă au înstrăinat-o în cele din urmă de creștinism și de atunci s-a hotărât să se axeze pe un cocktail non-confesional de meditație, atenție și astrologie”. Kesha a spus că uneori este nihilistă. Ea este „obsedată de religie”, mereu cerectând și aflând lucruri noi despre spiritualitate, culturi și credințe.

## Viziunea artistică și inspirația

### Stilul muzical și imaginea
Kesha a scris sau co-scris fiecare cântec de pe primele două albume ale ei și se consideră în primul rând o compozitoare, scriind pentru artiști precum Britney Spears și Miley Cyrus.Împreună cu o voce de mezzo-soprano, ea posedă un „vibrato puternic, răsunător”, cu o calitate distinctă asemănătoare cu yodel-ul la vocea ei; ea folosește yodelul real pentru cântece ca „Tik Tok” și „Cannibal”.După ce anterior a făcut melodii country, pop rock și electro,a avut o idee clară despre sunetul synth-pop pe care și-l dorea pentru albumul ei de debut. Genul era popular la acea vreme, mulți dintre colegii ei lansând melodii similare, de asemenea. Ambele albume sunt de captivante și producții sintetizate adesea comparate cu cântăreața pop Dev de către criticii muzicali, creând neînțelegeri printre fanii celor două.„Party at a Rich Dude's House” și „C U Next Tuesday” au amprente derivate din anii 1980, în timp ce „Stephen” începe cu „armonii vocale în stil Kansas”.Cu versurile, „Oh, Nicolas Cage,  you're so old / you're prehistoric/ you're like a dinosaur/ D-I-N-O-S-A-you are a dinosaur”, „Dinosaur” urmează o formulă de vers-refren, și are o „melodie de tip majoretă” care amintește de „Hollaback Girl” (2005) de Gwen Stefani și „Girlfriend” (2007) de Avril Lavigne; cântecul folosește simbolismul deschis al dinozaurilor, carnivorului și a altor motive primitive pentru spune povestea unui bărbat în vârstă care cade pradă femeilor mai tinere.Potrivit lui Kesha, cântecul se bazează pe evenimente adevărate. În timp ce vocea ei de pe Animal a fost puternic procesată cu auto-tune, adesea pentru a produce efecte vocale de bâlbâială rapidă sau supraînălțime corectate, ea și-a exprimat încrederea în abilitățile sale, arătând unele dintre ele.
Cel de-al doilea album de studio al lui Kesha, Warrior, a folosit mult mai puțin autotune, deși a apărut încă într-un număr restrâns de cântece. Baladele albumului bazate pe pian și chitară, cum ar fi „Love Into The Light”, „Wonderland” și „Past Lives” arată abilitatea vocală a lui Kesha. Kesha folosește, de asemenea, un stil de rap de tip vorbitor, cu fraze și enunțuri discordante exagerate.Tehnica ei vocală a făcut-o să fie creditată ca rapper, un subiect cu care nu a fost de acord până când colegii rapperi André 3000, Wiz Khalifa și Snoop Dogg au susținut-o. Despre acest subiect, ea a spus: „Prima dată când cineva m-a numit rapper, am început să râd. Am fost șocată și am crezut că este amuzant. Este nebunesc și amuzant pentru mine.” The New York Times a spus că Kesha „amenință”. pentru a deveni cea mai influentă femeie rapper a zilei, sau cel puțin cea mai populară.A pretinde că Kesha nu este rapper nu mai este fezabil.". "Crazy Kids" și "C'Mon" au luat schimbări mai mari în "party-rap”. Majoritatea versurilor ei descriu relațiile și petrecerile ei; subiectul vesel al acestuia din urmă și limbajul ei nefiltrat au văzut mulți critici criticând-o pentru că a lansat muzică frivolă și grosolană. Jonah Weiner de la Slate, totuși, a declarat că versurile ei curajoase au permis cântecelor ei să devină mai memorabile. În „Blah Blah Blah” și „Boots & Boys”, ea îi obiectivează pe bărbați să-și bată joc de felul în care trupele rock și rapperii de sex masculin pot scăpa cu obiectivarea femeilor și nu invers. Melodia - titlu a debutului ei, „Animal”, este mai aspirațională și are scopul de a inspira oamenii să-și îmbrățișeze individualitatea. Mult mai experimental decât Animal, cel de-al doilea album al ei, Warrior, conține elemente dubstep și explorează experiențele erotice pe care Kesha le-a trăit cu fantomele în piesa „Supernatural”.În general, Kesha a spus că tema Warrior este magia.Criticii i-au lăudat albumul Warrior pentru influențele sale muzicale rock, în ciuda faptului că albumul este profund înrădăcinat în technopop. Aplaudând sunetul rock al albumului, Rolling Stone a numit albumul manifestul rock al lui Kesha. Trupa rock The Flaming Lips, Iggy Pop, The Strokes și Alice Cooper au colaborat cu Kesha, susținând-o ca cântăreață să facă mai multe melodii rock. Cooper a spus pentru Billboard: „M-am uitat imediat la ea și am spus: „Fata asta nu este o divă pop. Este o cântăreață rock”. Ea ar prefera să fie femeia Robert Plant decât următoarea Britney Spears.” The A.V. Club a spus că Warrior a dovedit că Kesha este un vocalist și compozitor capabil. The Washington Post a spus că albumul este „pură distracție”, opinând că Kesha poate scrie melodii bune, în ciuda lirismului ei, uneori, vanit.

### Influențe

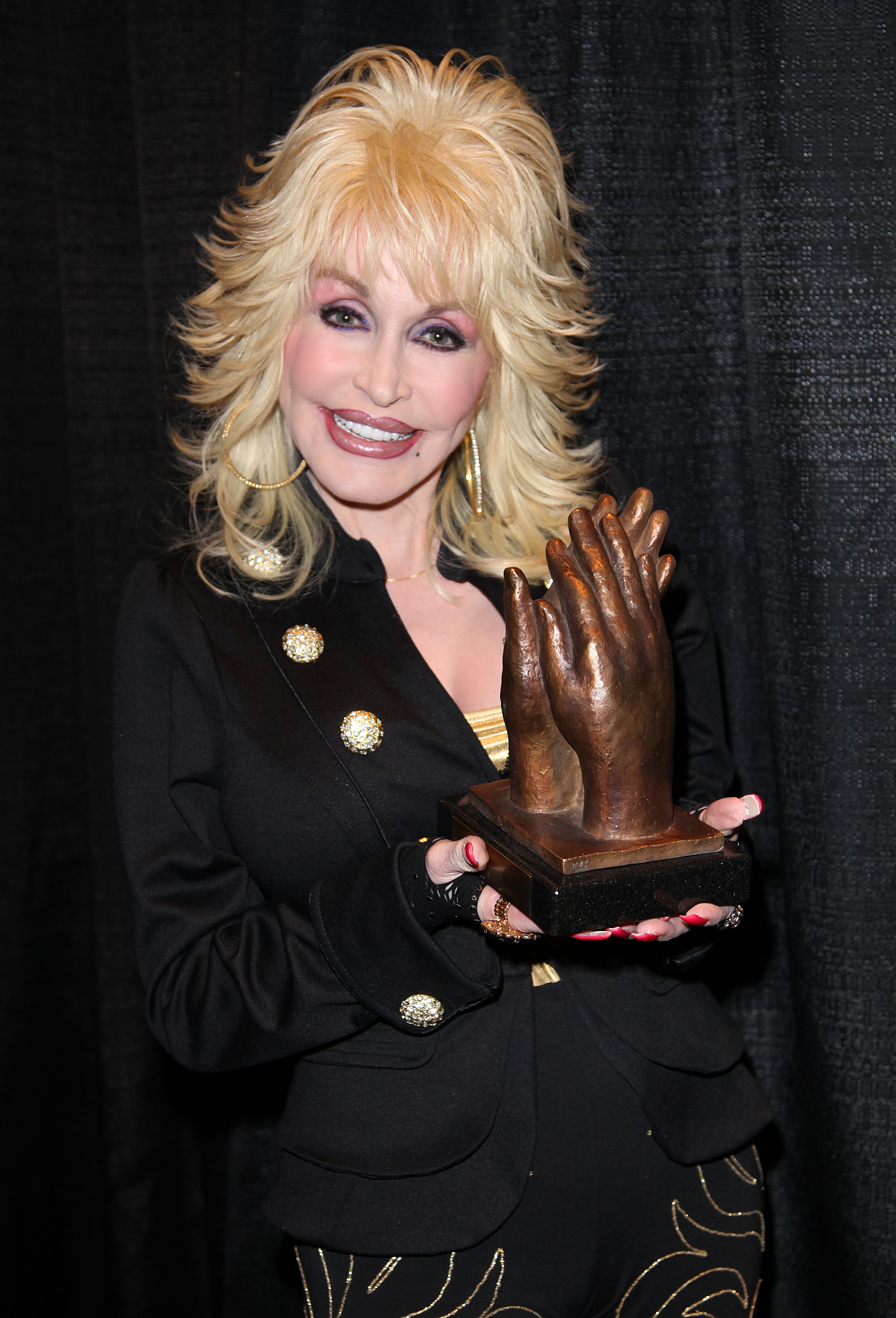

Kesha a fost influențată de diverse genuri și artiști; Madonna, Queen, Rolling Stones, Killers, Neutral Milk Hotel, Gwen Stefani, Casiotone for the Painfully Alone, Janet Jackson, Michael Jackson, Gary Glitter și Beck au influențat muzica ei. Stilul ei vocal inițial seamănă foarte mult cu cel din piesa „Tthhee Ppaarrttyy” de pe albumul Justice din 2007 a lui Cross. După ce a experimentat muzica country, pop rock și electronică, Kesha a rămas cu cea pop. Din punct de vedere tematic, muzica ei se învârte în general în jurul evadării, petrecerilor, individualității, momentelor supranaturale, rebeliunii și durerii.
Influențele muzicale ale lui Kesha constau și în hip hop, punk rock, crunkcore, glam rock, pop, muzică dance și country clasică.Influențele ei country ale Dolly Parton și Johnny Cash provin din compoziția country a mamei ei, în timp ce fratele ei mai mare a expus-o trupelor hip-hop și punk, Fugazi, Dinosaur Jr. și Beastie Boys.Ea atribuie versurile sale simple, bazate pe povești, dragostea ei pentru stilul de povestire sincer al muzicii country, în timp ce melodia-titlu de pe albumul ei de debut a fost creată având în vedere muzica trupelor rock alternative The Flaming Lips și Arcade Fire.Ea i-a evidențiat pe Beastie Boys ca fiind o influență majoră, spunând lui Newsweek că și-a dorit întotdeauna să fie ca ei și a aspirat să facă și „imnuri tinerești, ireverente”. Ea și-a numit albumul de debut, Animal, un omagiu adus Licensed to Ill de la Beastie Boys și a atribuit crearea „Tik Tok”  pentru dragostea ei pentru muzica rap de Beastie Boys. Pentru primul ei turneu internațional, Kesha a vrut să imite mișcarea scenică al lui Iggy Pop. Ea a enumerat The Idiot de la Pop, precum și Led Zeppelin și AC/DC drept surse de inspirație pentru cel de-al doilea album al ei de studio, Warrior, destinat să includă muzică inspirată de muzica rock din anii 1970. Warrior, în acest sens, include o colaborare cu Pop însuși.Ea se inspiră și din filmele clasice. Machiajul ei de scenă este caracterizat de un machiaj dramatic cu sclipici la ochiul drept, inspirat de A Clockwork Orange. Videoclipul pentru „Your Love Is My Drug” prezintă secvențe animate inspirate de filmul The Beatles, Yellow Submarine, în timp ce turneul Get $leazy a fost descris ca având  „o emoție post-apocaliptică Mad Max”.

## Discografie
- Animal (2010)
- Cannibal (2010)

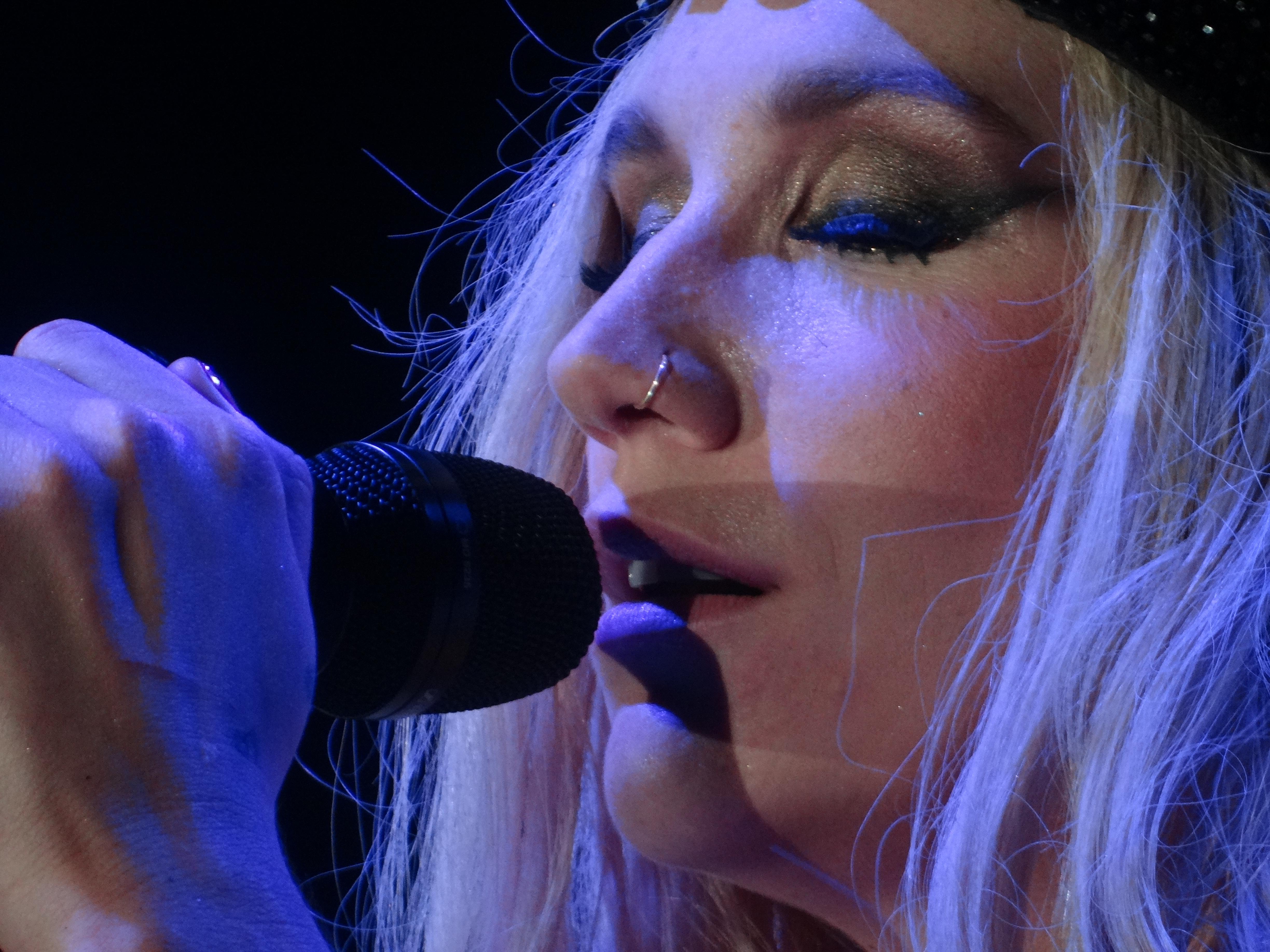
Kesha în turneul Warrior

- I Am the Dance Commander + I Commander You to Dance: The Remix Album (2011)
- Animal+Cannibal: The Remix Album (2011)
- Warrior (2012)
- Deconstructed (2012)
- Rainbow (2017)
- High Road (2020)
- Gag Order (2023)
- Period (2025)

## Turnee

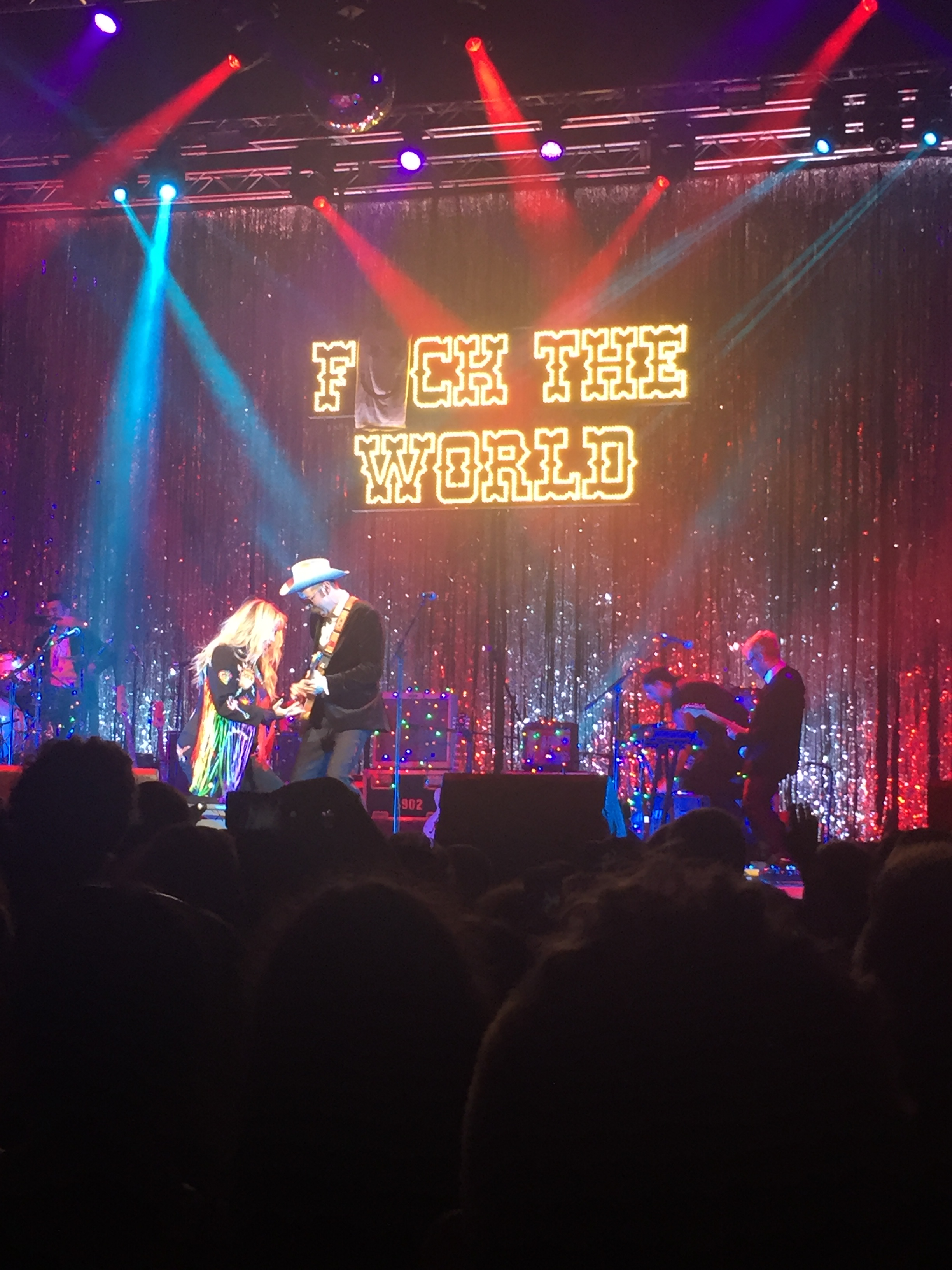
Kesha în turneu în 2016

- turneul Last Girl on Earth (Rihanna) (2010)
- turneul Get $leazy (2011)
- turneul North American (cu Pitbull) (2013)
- turneul Warrior (2013)
- turneul Kesha and the Creepies: Fuck the World (2016)
- turneul Rainbow (2017)
- turneul The Adventures of Kesha and Macklemore (cu Macklemore) (2018)
- turneul - croazieră Kesha's Weird & Wonderful Rainbow Ride (2019)
- turneul Kesha Live (2021)
- turneul Foo Fighters & The Hawkins Family present: taylor hawkins tribute concert (2022)
- turneul Only Love (2023)
- turneul Tits Out (cu Scissor Sisters) (2025)

## Videografie
- F.A.R.T: The movie  (1991)
- The Simple Life (2005)
- Bravo Supershow (2007)
- Final Flesh (2009)
- Victorious (2011)
- Walt Disney's Princess Ke$ha (2011)
- Katy Perry: Part of Me (2012)
- Ke$ha: My crazy beautiful life (2012-2013)
- Rising Star (2014)
- Jem and the Holograms (2015)
- Project Runway: All Stars (2015)
- Jane the virgin (2015)
- Super Into (2015)
- Bad Moms (2016)
- CMT Crossroads (2017)
- A ghost story (2017)
- Rainbow: The movie (2018)
- Conjuring Kesha (2022)
- Huluween Dragstravaganza (2022)
- Impractical jokers (2023)
- The Muppets Mayhem (2023)

## Lista premiilor și nominalizărilor
Cântăreața și compozitorul american Kesha a vândut până în prezent peste 100 de milioane de discuri în întreaga lume, incluzând 87 de milioane de melodii și stream-uri începând cu 2017 și 14 milioane de unități echivalente de albume începând cu 2019.  De asemenea, este certificată pentru 40,5 milioane de discuri ca un artist principal doar în Statele Unite de către Recording Industry Association of America, cu 35,5 milioane de single-uri digitale certificate și 5 milioane de albume certificate.Inclusiv single-urile sale prezentate, totalul combinat cu single-urile sale principale se ridică la 53 de milioane, aducând certificatele sale record la 58 de milioane, devenind, de asemenea, cea de-a 15-a cea mai înaltă artistă certificată din Statele Unite. Acestea fiind spuse, ea a ocupat opt topuri în Billboard-ul din 2010.Graficul de sfârșit de an, inclusiv Top New Artists, Hot 100 Songs and Hot 100 Artists.
După ce a fost nominalizata la 91 de premii, Kesha a fost nominalizata la șapte premii Billboard Music , două premii Grammy, trei American Music Awards , cinci MTV Video Music Awards și trei premii MTV Europe Music, câștigând  MTV Europe Music Award for Best New Act în 2010. Cântăreața a fost, de asemenea, premiată cu premiul Gretchen Wyler Genesis, premiul Human Rights Campaign's Visibility, premiul Billboard Women in Music Trailblazer Award și premiul Humane Society of the United States' Voice for the Animals.